# Токай (Ібаракі)

36°28′23″ пн. ш. 140°33′58″ сх. д. / 36.47306° пн. ш. 140.56611° сх. д.
Тоќай (яп. 東海村, とうかいむら, МФА: [toːkai̯ muɾa]) — село в Японії, в повіті Нака префектури Ібаракі. Станом на 1 жовтня 2007 площа села становила 37,48 км². Станом на 1 серпня 2008 населення села становило 36 469 осіб.